# Estação Aduaneira Interior de Três Lagoas
Estação Aduaneira Interior de Três Lagoas (EADI-Três lagoas) será um porto seco que será implantado em Três Lagoas, em Mato Grosso do Sul, sendo destinado à inspeção e armazenagem de cargas. Será um terminal intermodal terrestre diretamente ligado por ferrovia, rodovia e, em alguns casos, também aeroporto. Sua vantagem é proporcionar mais rapidez no processo de desembaraçamento aduaneiro das operações de exportação e importação.
Os portos secos possuem instalações para armazenamento e consolidação de mercadorias, manutenção de transportadores rodoviários ou ferroviários de carga, além dos serviços de desalfandegamento. Com a operação do porto seco local, as mercadorias exportadas já chegam aos portos marítimos prontas para o embarque, enquanto que no caso das importações pode-se tirar as mercadorias dos portos marítimos mais cedo, onde a armazenagem custa substancialmente mais caro.
É provável que a dimensão mais adequada seria uma área de 100 mil metros quadrados, levando-se em consideração o novo macroanel e que atenda os modais rodoviário e ferroviário. A Receita Federal orientou, ainda, que a área a seja escolhida levando-se em conta as estimativas de crescimento econômico da região e ofereça possibilidades de expansão futura, caso seja necessário. 